# Tångsåmurarnas naturreservat
Tångsåmurarnas naturreservat är ett naturreservat i Älvkarleby kommun i Uppsala län.
Området är naturskyddat sedan 2021 och är 203 hektar stort. Reservatet ligger vid Dalälven söder om Älvkarleö och består av våtmarker och några skogspartier.